# Gustav Schröder
Gustav Adolf Ernst Theodor Schrøder (født 27. september 1885 i Hadersleben, Nordslesvig, Preussen, død 10. januar 1959 i Hamborg, Vesttyskland) var en tysk kaptajn fra Haderslev, der i 1939 reddede flere hundrede jøder fra Naziregimets terror.

## Aktionen
Schröder fik i 1939 ordre til med Hamburg-Amerika Linie skibet MS St. Louis at sejle 937 tyske jøder fra Hamborg til Havanna på Cuba, men passagererne blev på grund af nye visumregler samt uro i den cubanske regering nægtet adgang, og skibet blev nægtet tilladelse til at lægge til kaj. Kun 23 passagerne fik lov at komme i land. Resten af passagererne blev nægtet adgang. En telegrafisk appel til præsident Roosevelt blev ikke besvaret, så Schröder sejlede op langs Floridas kyst, men blev overvåget af US Coast Guard, som affyrede et varselsskud mod skibet. På grund af proviantbeholdningen måtte skibet returnere til Europa. Derefter begyndte en uvis og frygtfuld rejse for Schröder og hans passagerer. I begyndelsen ville intet land tage imod flygtningene. Efter en del offentlig bevågenhed erklærede Belgien, Nederlandene, Frankrig og England sig dog villige til at tage imod flygtningene, og MS St. Louis sejlede til Antwerpen. 2. Verdenskrigs udbrud førte til, at mange af jøderne blev taget ved Tysklands besættelse af landene. Af de 937 passagerer blev 254 således dræbt i Nazi-Tysklands koncentrationslejre.

## Opvækst
Schröder blev født i Haderslev. Han voksede op i en borgerlig familie fra det tyske mindretal i Haderslev. Hans far Nis Andkier Schrøder var Professor i tysk og latin ved Haderslev Gymnasium. Han var et fremtrædende medlem af Den Tyske Forening For Det Nordlige Slesvig (Deutscher Verein für das nördliche Schleswig) og optrådte som sagkyndig i sagen om "Den blå sangbog" i 1905. Dybt skuffet over afstemningen om Sønderjylland i 1920 flyttede familien til Flensborg.

## Privatliv
Schröders søn, Rolf, var udviklingshæmmet, og under hele krigen kæmpede forældrene for at beskytte ham mod nazisternes såkaldte medlidenhedsdrab på handicappede.

## Eftermæle
Schröder blev medlem af NSDAP 1. december 1933 med medlemsnummer 3286996.
Schröder har for sin indsats fået tildelt titlen “Retfærdige blandt nationerne” fra Holocaust-mindelunden Yad Vashem. 
Schröder er i Tyskland hædret med Bundesverdienstkreuz. Vejene „Kapitän Schröder-Weg“ i Hamborg og „Kapitän Schröder-Park“ i Altona er opkaldt efter ham.
Der blev lavet en britisk dramafilm af Stuart Rosenberg i 1976 om St. Louis’ færd, "Voyage of the Damned", med Max von Sydow i rollen som Gustav Schröder.
Haderslev Kommune satte i 2018 en mindetavle for Schröder med tekst på dansk, hebraisk, tysk og engelsk på Schröders fødehjem i Storegade 9, Haderslev.